# Radio Park
Radio Park – polska lokalna stacja radiowa, związana głównie z Kędzierzynem-Koźlem i okolicami. Rozpoczęła nadawanie 27 lutego 1993 roku.
Radio Park jest rozgłośnią komercyjną o statusie spółki z ograniczoną odpowiedzialnością, o profilu muzyczno-informacyjnym. Radio prezentuje informacje dotyczące województwa opolskiego, skupiając się głównie na powiatach kędzierzyńsko-kozielskim, prudnickim, strzeleckim, krapkowickim, opolskim i brzeskim.
Siedziba Radia Park znajduje się w Kędzierzynie-Koźlu, przy ulicy Piastowskiej 1.
Radio Park pasmem zasięgu obejmuje województwo opolskie i zachodnią część województwa śląskiego oraz częściowo województwo dolnośląskie. Od 1 kwietnia 2014 nadaje z Brzegu na 97,1 MHz, a od 27 września 2019 sygnał stacji usłyszeć można również w Opolu i okolicach na 99,1 MHz.
W 2016 roku stacja złożyła dwa wnioski w konkursie o częstotliwość w Opolu (99,1 MHz, 0,5 kW) oraz wniosek w konkursie o częstotliwość dla nowej stacji radiowej w Częstochowie. Radio Park jest najchętniej słuchaną stacją lokalną w województwie opolskim. Posiada według danych Krajowego Instytutu Mediów około 90 tysięcy słuchaczy. Stacja utrzymuje pozycję lidera w województwie opolskim od wielu miesięcy.
Wśród stacji lokalnych jest numerem jeden w całym województwie, a biorąc pod uwagę wszystkie stacje z województwa opolskiego, jest stacją numer dwa (przed Radiem Park jest tylko ogólnopolskie Radio RMF FM).